# Cerdistus graminis
Cerdistus graminis là một loài ruồi trong họ Asilidae. Cerdistus graminis được White miêu tả năm 1914. Loài này phân bố ở miền Australasia.